# 사도전승
사도전승(使徒傳承, 영어: apostolic succession)이란 예수 그리스도의 12명의 사도들의 권위가 안수(손을 얹음)라는 형태를 통해 주교단에게 지금까지 전승되고 있다는 기독교 신학 용어로 올바른 교회로 정당성을 갖기 위한 개념이었으나, 현재는 교단의 정당성을 강조하는 용어로 사용된다. "보편교회"(공교회)시기에서 교회는 당연한 사도 전승을 지닌다는 개념이 11세기 보편교회가 분리되는 교회 대분열 시기에 로마교회는 자신들이 사도 정당성을 주장하면서 나머지 네 개 교회 알렉산드리아, 예루살렘, 안디옥, 콘스탄티노폴리스 연합의 사도전승을 부정하였고, 다른 교회는 로마교회의 사도전승을 부정하며 교단 정당성의 개념으로 변화하였다.

## 사도 전승과 성사집전
보편교회의 신도인 니케아-콘스탄티노폴리스 신경에서는 사도 전승을 '하나이고, 거룩하며, 보편적이고, 사도적인 교회를'(그리스어: Είς μίαν, αγίαν, καθολικήν καί αποστολικήν Έκκλησίαν 에이스 미안, 아기안, 카톨리켄 카이 아포스톨리켄 에클레시안[*])이라는 말로 표현하고 있다. 사도전승을 교리로 가지고 있는 기독교 교파들에서는 주교가 사제, 부제 그리고 다른 주교를 유효하게 서품하기 위하여 안수가 요구된다. 사도전승은 주교 서품시에 기존에 사도전승 체계안에서 성성되었던 주교의 안수로 새로운 주교에게 전달된다. 종교개혁 이전의 모든 교회, 즉 로마 가톨릭, 동방 및 오리엔트 정교회(Eastern Orthodox, Oriental Orthodox)는 사도전승을 해왔다. 이 교회들의 성사론에 따르면, 오직 사도전승안에 있는 주교와 그러한 주교로부터 서품된 사제만이 성체성사, 견진성사, 고해성사, 그리고 병자성사를 집전할 수 있다.

## 사도 전승을 주장하는 교회

### 종교개혁이전 교회
사도전승이 주장해 온 교회에는 모든 종교개혁 이전의 교회(pre-Protestant Reformation Churches)들이 포함된다. 아시리아 동방교회(Assyrian Church of the East), 아르메니아 사도 교회(Armenian Apostolic Church), 콥틱 알렉산드리아 정교회(Coptic Orthodox Church of Alexandria), 그리스 정교회(Greek Orthodox Church), 러시아 정교회(Russian Orthodox Church), 에티오피아 정교회(Ethiopian Orthodox Church), 로마 가톨릭교회(Roman Catholic Church), 인도의 성 토마 교회(Thomas Christians in India), 그리고 다른 동방 및 오리엔트 정교회들이다.

### 성공회와 분리된 교회들에서의 사도전승
종교개혁시에 로마 가톨릭교회에서 분리된 구가톨릭교회(Old Catholic Church)와 폴란드 국가 가톨릭교회(Polish National Catholic Church)도 사도전승을 주장한다. 세계성공회공동체(Anglican Communion)도 성공회를 '하나이요, 사도로부터 이어져온 거룩한 보편교회'로 해석하여, 사도전승을 주장하며, 일부 동방 교회들(en:Eastern Christian Churches)에게서 이를 인정받는다. 영국 성공회의 경우 개신교 신학의 영향이 강화된 에드워드 6세 이후 주교 임명 절차(주교 서품 예식)를 개신교적으로 변경하게 되어, 이에 따라 1896년 로마 가톨릭 교황 레오 13세는 영국 성공회는 사도전승을 잃어버린 것으로 선언하였다. 1930년경 로마로부터 유효하게 인정받는. 구가톨릭교회의 주교들이 성공회 주교 서품에 있어 공동서품주교(Co-consecrator)로 참여하기 시작한 후, 1969년에 미국의 모든 성공회 주교들이 구가톨릭교회의 사도전승을 받았다. 하지만 로마 가톨릭에서는 모든 성공회 관구의 사도전승을 인정하지는 않으며, 성공회에서 인정하는 여성 성직자와 동성애자 서품자들은 가톨릭의 사도전승을 받지 못한 것으로 여겨진다.

## 사도전승을 교리로 받지 않는 교회
통상 개신교는 사도전승을 교리로 받지 않으며 니케아-콘스탄티노폴리스 신경의 고백을 사도의 '가르침'을 이어 받는 것으로 이해한다.

## 같이 보기
- 사도
- en: List of Bishops
- en: Valid but illicit
- en: Episcopi vagantes
- en: Independent Catholic Churches
- en: Old Catholic
- en: New Apostolic Church